# Călătorie spre Vest
Călătorie spre Vest este un roman chinezesc scris în secolul al XVI-lea în timpul dinastiei Ming de către Wu Cheng'en. Acesta este unul dintre cele patru mari romane ale literaturii clasice chinezești. În occident, romanul mai este cunoscut și sub numele de Maimuța, deoarece un personaj foarte important este Regele Maimuță (Sun Wukong). Romanul este o adevărată capodoperă și este structurat în 100 de capitole.
În roman este relatată viața călugărului Xuanzang (602-664) și pelerinajul său sfânt în India pentru a aduce scrierile sacre ale budismului în China, așa zisa Călătorie spre Vest (Xi yu ji). Pelerinajul său este un eveniment istoric real, dar romanul a introdus elemente ale fantasticului printre care diferite zeități și creaturi din mitologia chineză și budistă.

## Rezumat
Conform unei legende chineze, un discipol al lui Buddha Shakyamuni a fost alungat din Paradis pentru că a ajuns să disprețuiască legea budistă. A fost trimis în lumea oamenilor și forțat să își petreacă zece vieți, reîncarnându-se și practicând cultivarea sinelui pentru a-și răscumpăra păcatele.
În cea de-a zecea viață, care s-a potrivit să aibă loc în timpul dinastiei Tang (618-907 d.Hr), el s-a reîncarnat drept un călugăr pe nume Xuanzang. Fiind un călugăr celebru, ce cunoștea limba sanscrită și învățăturile budiste, a fost trimis de către împăratul Taizong într-o călătorie spre Țara din Vest (India) pentru a aduce scripturile sacre ale budismului în China (sūtrele). Fiind inspirat de o viziune de către bodhisattva Guanyin (Avalokiteśvara), o divinitate budistă a milei, călugărul acceptă misiunea și pornește în aventura sacră. Cu toate acestea, el este conștient că aventura aceasta este extrem de periculoasă, deoarece pe drum se află mulți demoni și monștri care îl vor împiedica să-și ducă misiunea la bun sfârșit.
Însă, Cerul luase deja în considerare toate aceste aspecte. Boddhisattva Guanyin aranjează ca el să fie însoțit de trei discipoli, care să îl protejeze. Aceștia sunt: Sun Wukong (regele maimuță), Zhu Bajie (monstrul porc), Sha Wujing (demonul acvatic) și calul numit Dragon Alb. Toți fuseseră odinioară ființe celeste, alungate în lumea umană pentru că au comis păcate în Cer. Din bunătate, Boddhisattva Guanyin le mai dă o șansă să se reîntoarce în lumea cerească, și anume faptul că trebuie să îl protejeze pe călugărul Xuanzang în pelerinajul său.
Pe parcursul călătoriei, ei se confruntă cu tot felul de greutăți, mai exact, acestea fiind în număr de 81. Numeroși demoni și spirite malefice încearcă să-l oprească pe călugăr, folosind forța sau decepția. Unii încearcă să tenteze grupul cu bogăție sau cu frumusețe. Însă, până la urmă, pelerinii pioși triumfă și se întorc în China cu scripturile sacre, spălând-uși fiecare păcatele și ajungând înapoi în Paradis.

## Vezi și
- Regatul interzis (film din 2008)